# Villamartín de Don Sancho
Villamartín de Don Sancho est une commune d'Espagne dans la province de León, communauté autonome de Castille-et-León. Elle s'étend sur 31,66 km2 et comptait environ 164 habitants en 2015.